# باشگاه فوتبال سنت لوئیس کوتیس
باشگاه فوتبال سنت لوئیس کوتیس که بیشتر با نام سنت لوئیس کوتیس شناخته می‌شود، یک باشگاه فوتبال آماتور آمریکایی در سنت لوئیس، میسوری است. این باشگاه که در سال ۱۹۴۷ با نام «سنت لوئیس رایدرز» تأسیس شد، در فصل ۴۹–۱۹۴۸ با نام «پل شولته»، در فصل ۵۰–۱۹۴۹ به «مک‌ماهون» و در فصل ۵۱–۱۹۵۰ به «زنتوفر» معروف بود. در سال ۱۹۵۳، این تیم به "سنت لوئیس کوتیس" تغییر نام داد. این باشگاه در دهه ۱۹۵۰ با تسلط بر مسابقات ملی و مسابقات سنت لوئیس بیشترین شهرت خود را به دست آورد. در سال ۱۹۵۸، فدراسیون فوتبال ایالات متحده آمریکا از چند بازیکن از کوتیس برای تیم ملی ایالات متحده آمریکا در دو مسابقه مقدماتی جام جهانی استفاده کرد.